# 松本市ゲートボール場殺人事件
松本市ゲートボール場殺人事件（まつもとしげーとぼーるじょうさつじんじけん）とは1990年（平成2年）2月17日に長野県松本市で、3人の女性が大学生に金属バットで撲殺された事件である。

## 事件概要
犯人の男（当時21歳）は香川県出身。高校卒業後、一浪して長野県内のX大学へ入学したが、留年をするなど学生生活は順調ではなかった。男は事件の1週間ほど前から、たびたびゲートボール近辺に姿を現しており、ゲートボール練習後の女性を追跡するなど異常な行動を見せていた。そのことに不安を感じた女性らの通報を受けて、松本警察署は2月12日から3日間に渡って付近を巡回したが、その時点で男の身元などは不明であった。
1990年2月17日、松本市浅間温泉の女鳥羽川河川敷でゲートボールをしていた3人の女性A（当時77歳）、B（当時73歳）、C（当時71歳）に男が金属バットを持って襲いかかり、AとBが即死、Cが搬送先で死亡した。さらに、悲鳴を聞いて飛び出してきた近所の主婦D（当時60歳）にも襲いかかり、重傷を負わせた。
男は現場付近で通行人らにより取り押さえられ、駆けつけた松本警察署員により殺人容疑で現行犯逮捕された。男は両腕にカッターナイフ、右腕には包丁を包帯で巻き付けて固定していた。
逮捕後、松本警察署での取り調べに対して男は自分の名前さえ話さずに完全黙秘、動機も不明のままなため、精神鑑定が行われた。
1990年4月26日、長野地検松本支部は「精神分裂病に侵され是非善悪を認識する能力も、行動を制御する能力もない」として男を不起訴処分とした。この決定により、長野県は男を精神保健及び精神障害者福祉に関する法律に基づき松本市内の病院に強制入院させた。